# Nevera del Mas de Penyagolosa
La nevera del Mas de Penyagolosa, también conocida como nevera de la Cambreta, o nevera del Comte es un depósito de nieve ubicado en la vertiente sudoeste de la zona conocida como Mas de la Cambreta, que se halla en la cara norte de la zona más cercana a la cumbre de la sierra del Peñagolosa, en el término municipal de Villahermosa del Río, en la comarca del Alto Mijares.
Está catalogado como Bien de Relevancia Local, con la categoría de Espacio etnológico de interés local, según la Disposición Adicional Quinta de la Ley 5/2007, de 9 de febrero, de la Generalitat, de modificación de la Ley 4/1998, de 11 de junio, del Patrimonio Cultural Valenciano (DOCV Núm. 5.449 / 13/02/2007).

## Historia
Los depósitos de nieve surgen de la necesidad de contar con hielo, en una época en la que todavía no se disponía de la tecnología apropiada para obtenerlo de modo artificial. Es así, como los lugares altos, en los que abunda la nieve se convirtieron en las zonas más adecuadas para construir grandes depósitos destinados a mantener la nieve cuanto más tiempo posible mejor y poder disponer de ella cuando fuera más necesaria, además de poder comerciar con ella, puesto que el precio de la nieve era elevado en aquellos lugares en los que no se podía obtener de modo natural.
La nevera data del siglo XVII, momento en el que el comercio de la nieve estaba en auge en la Península, lo cual llevó a la creación de una auténtica red de depósitos de almacenamiento que incluso podían presentar  servidumbres.
En la zona de Villahermosa del Río pueden encontrarse varios depósitos de nieve, de entre los cuales destaca la nevera del Mas de Peñagolosa por su buen estado de conservación, ya que tan solo le faltan la parte inferior de la puerta y parte del muro que han desaparecido debido al poder de arrastre de las aguas de la escorrentía.
La nieve se recogía (de forma manual) en estos depósitos durante las nevadas del invierno, almacenándola cuidadosamente separada en capas, utilizando como material de aislamiento entre las mismas paja, de manera que fuera más fácil y adecuada su extracción en verano, estación del año en la que se  transportaba (a través del  conocido como Camí dels Nevaters por el Mas de la Costa, Lucena y Figueroles hasta Castellón, Nules o Villarreal), nocturnamente (para evitar los calores del día, que hacían que se fundiera), en mulos hasta los puntos de distribución, que normalmente eran zonas de mercado en las que se utilizaba como conservante del pescado,  para fines farmacéuticos,  en refrescos, etc.
Cuando a finales del XIX y principios del XX, llega a nuestro país, tanto el hielo artificial, como la tecnología necesaria para su fabricación, el uso de estas neveras desaparece.

## Descripción
La nevera es un depósito de planta cuadrada con unas dimensiones exteriores de 8’30 metros de lado, que interiormente se reducen a tan solo 6’70 metros, presentando las esquinas redondeadas. En los lados norte y sur está rodeada de un talud artificial con una cuantiosa vegetación. Por su parte, el lado este, que presenta una plataforma de 5 metros de anchura por debajo de la parte superior del depósito,  presenta la puerta de acceso (que está adintelada), en el que existía un andén de carga del que apenas quedan vestigios en la actualidad.
Existen además otras dos aberturas en la parte más elevada de la construcción, una circular de 1 metro de diámetro y el brocal formado por cuatro grandes sillares; la otra  es cuadrada y se encuentra adosada al muro sur.
En los cuatro muros interiores pueden observarse los huecos en los que se encajaban las vigas, que permitían formar una cubierta cuando el depósito no estaba totalmente cubierto, como mecanismo de mantenimiento de la temperatura lo más fría posible y evitar el deshielo del material almacenado.
Se conserva intacta la bóveda de medio cañón, que servía de cubierta al depósito, construida con sillarejo, que estaba apoyada, mediante diafragmas hechos de mampostería, en dos arcos de medio punto, perpendiculares entre sí y de fábrica de sillar.
La fábrica es de  mampostería de piedra caliza y arenisca con mortero, aunque las puertas laterales, así como las aberturas superiores, están hechas con sillares.
Interiormente la altura actual va, de 1’50 metros en la parte donde comienza a cerrar la bóveda, hasta los  4’50 metros que alcanza en el punto más alto. Se piensa que el pozo debe tener, como mínimo, unos 4 metros más de profundidad, que actualmente están llenos de sedimentos aportados por un pequeño canal que drena parte de la vertiente superior y que penetra por la puerta lateral.